# Ptilodexia mathesoni
Ptilodexia mathesoni är en tvåvingeart som först beskrevs av Charles Howard Curran 1930.  Ptilodexia mathesoni ingår i släktet Ptilodexia och familjen parasitflugor. Inga underarter finns listade i Catalogue of Life.